# Алоэ шершаволистное
Ало́э шершаволи́стное (лат. Aloe asperifolia) — суккулентное растение из рода Алоэ (Aloe) семейства Асфоделовые (Asphodelaceae). Листья заострённые, розеточные, края зубчатые. Цветки красного или розовато-красного цвета. Цветение происходит с марта по апрель, во время сезона дождей. Произрастает пучками, которые создают круг. Является эндемиком Намибии, где распространено в северной и центральной части страны.